# Bahnhofsviertel (Ingolstadt)

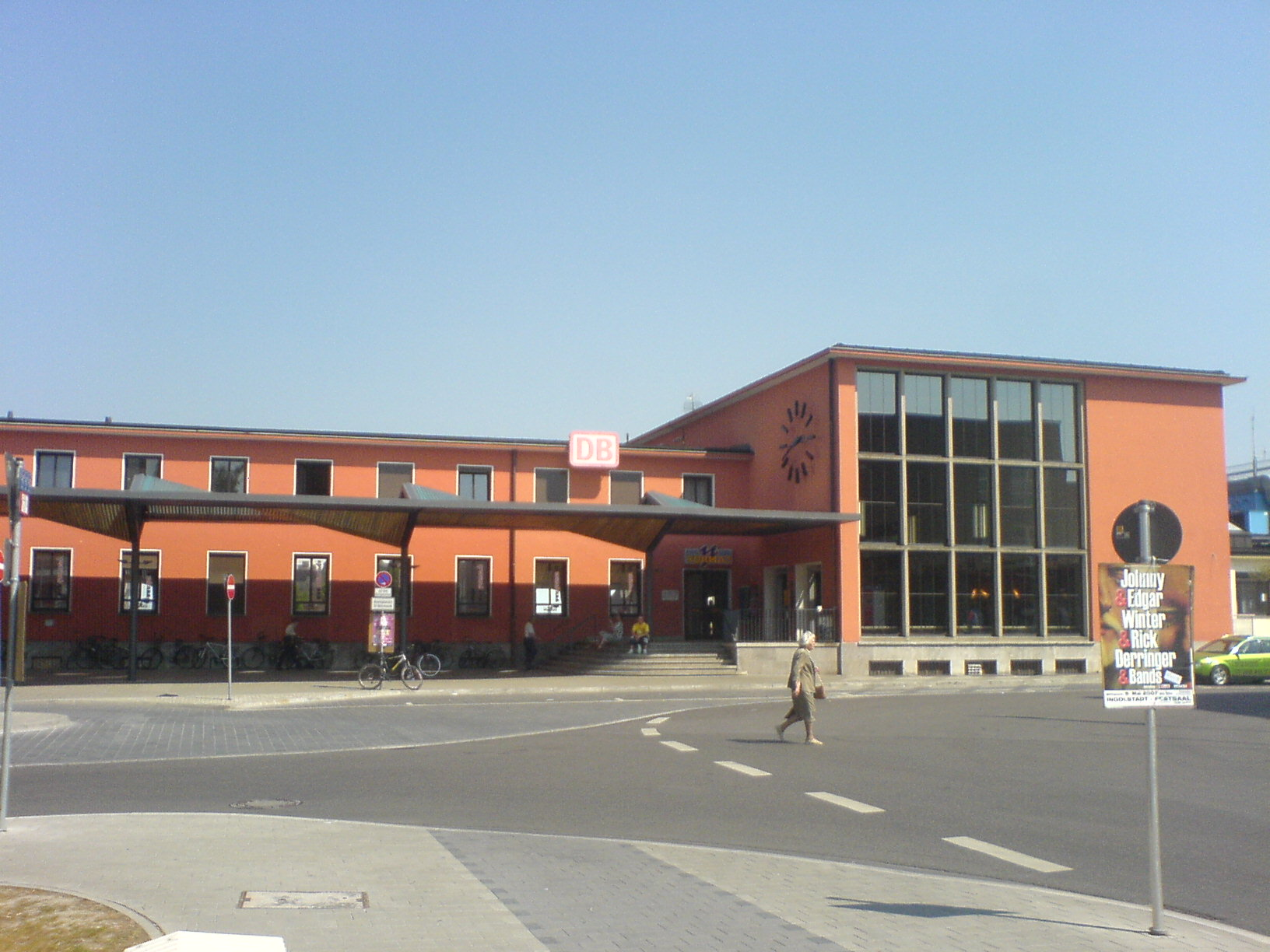
Empfangsgebäude des Ingolstädter Hauptbahnhofs

Das Bahnhofsviertel ist ein Stadtviertel im Süden der oberbayerischen Stadt Ingolstadt. Es liegt südlich der Donau und umfasst das Gebiet westlich des Hauptbahnhofs. Das Viertel bildet den Unterbezirk 122 im Stadtbezirk XII Münchener Straße. Seine Fläche beträgt 135,8 Hektar, die Einwohnerzahl liegt bei 5234 (Stand: 31. Dezember 2017).

## Geschichte
Am 14. November 1867 wurde die Bahnstrecke München–Ingolstadt eröffnet. Eine aus Vertretern von Militär und der Staatsbahndirektion bestehende Kommission entschied sich für den Bau eines „Centralbahnhofs“ weit südlich der Stadt. Erst 1872, nach Verlängerung der Strecke nach Treuchtlingen und mit dem Bau der Donautalbahn nach Donauwörth, wurde nach Plänen des Architekten Jakob Graff mit dem Bau des Centralbahnhofs an seinem heutigen Standort begonnen, der am 1. Juni 1874 eröffnet wurde.
Um den Bahnhof mit Oberbahnamt, Postexpedition und Telegrafenamt entwickelte sich rasch eine Ansiedlung. Bei der Volkszählung 1885 waren in dem damaligen Ortsteil Centralbahnhof bereits 342 Einwohner nachgewiesen.
1895 wurde ein Kirchenbauverein gegründet, mit dem Ziel für das Ingolstädter Südviertel ein eigenes Gotteshaus zu errichten. Eine eigenständige Pfarrei wurde St. Anton etwa sieben Jahre später. Der Grundstein für die erste Antoniuskirche wurde am 26. Juli 1914 gelegt. Nach ihrer Zerstörung bei einem Luftangriff auf die Gleisanlagen des Hauptbahnhofs am 11. April 1945 wurde sie ab 1946 neu aufgebaut.